# Oposición siria a Bashar al-Ásad
La oposición siria fue un término global para las entidades políticas representadas por grupos opositores de diversa índole con cierto control territorial a lo largo de la Siria baazista. Con anterioridad a la guerra civil siria, el término «oposición» (معارضة, en árabe) había sido utilizado para referirse a los actores políticos tradicionales.
Las primeras estructuras de oposición en formarse, en abril de 2011, durante la fase de insurrección civil de la guerra civil siria, eran comités locales organizadores de protestas. Los grupos de oposición en Siria tomaron un nuevo giro a finales de 2011, cuando se unieron para formar el Consejo Nacional Sirio (SNC), que recibió apoyo internacional significativo. Se considera que el SNC está influido por la Hermandad Musulmana [cita requerida] e incluye muchos miembros afiliados. Entre los integrantes más destacados de la oposición siria destacan varios grupos que se formaron durante el comienzo del conflicto o bien han llegado al país desde el extranjero. En el noroeste del país, la principal facción de la oposición siria es Jabhat Fateh al-Sham, el antiguo Frente Al Nusra y rama de Al Qaeda en Siria, junto a otros pequeños grupos islamistas, algunos de los cuales operan bajo el amparo del Ejército Libre Sirio (FSA, por sus siglas en inglés). El hecho de que Occidente haya designado al FSA como una facción de la llamada «oposición moderada», ha permitido al grupo armado acceder a programas de entrenamiento de la CIA (valorados por Washington Post en 1000 millones de dólares para 2015) y recibir sofisticado armamento y apoyo militar de Estados Unidos, Turquía y algunos países del Golfo, lo que ha aumentado notablemente la capacidad de combate de los rebeldes islamistas. El Frente Islámico, una de las mayores milicias contrarias al gobierno, de carácter islamista y con vínculos yihadistas, también está afiliado al SNC. Según Seymour Hersh, la oposición esta financiada por Arabia Saudí, que en 2014 entregó 700 millones de dólares (USD) a estas facciones.
El Estado Islámico de Irak y el Levante (ISIS, EI) es la principal fuerza de oposición, ya que controla un tercio del país, pero también está en guerra con los demás grupos rebeldes. Desde 2015, Catar, Arabia Saudí y Turquía apoyan abiertamente al Ejército de la Conquista, un grupo rebelde que reúne a fuerzas yihadistas y coaliciones salafistas, como el Frente Al Nusra, Ahrar al-Sham y la Legión del Sham, ligadas también a grupos rebeldes islámicos de los Hermanos Musulmanes. También existen al norte del país milicias kurdas en torno al YPG, que han luchado tanto contra los rebeldes islámicos como contra el gobierno. El Consejo Nacional Sirio, inicialmente parte de la Coalición Nacional Siria, se retiró de la misma el 20 de enero de 2014 en protesta por la decisión de la coalición de acudir a las conferencias de Ginebra, pero ha mantenido lazos.
El SNC fue reconocido o apoyado en cierta medida por al menos 17 Estados miembros de las Naciones Unidas, incluidos Francia, Reino Unido y los Estados Unidos, miembros permanentes del Consejo de Seguridad de las Naciones Unidas; además, organizaciones como el Consejo de Cooperación para los Estados Árabes del Golfo (CCASG) y la Liga Árabe reconocieron y entregaron el puesto de representantes de Siria a la oposición.

## Contexto
El partido Baaz ha tenido poder en Siria desde 1963, después de un golpe de Estado. El jefe de Estado desde 1971 había sido miembro de la familia al-Assad, comenzando con Hafez al-Assad (1971-2000). Siria estaba bajo estado de emergencia al momento del golpe de Estado en Siria de 1963 hasta el 21 de abril de 2011, cuando fue rescindido por Bashar al-Assad, el hijo mayor sobreviviente de Hafez' y el actual presidente de Siria. Una ola de protestas comúnmente referida como la Primavera Árabe empezó a tomar visibilidad a inicios de 2011, y los manifestantes sirios comenzaron a consolidar consejos de oposición. Según la oposición:

"El núcleo de la base de la oposición civil es la juventud, principalmente de las clases trabajadoras y medias, en donde la mujer y diversos grupos religiosos y étnicos juegan roles activos. Muchos de estos activistas permanecen sin afiliar a ideas políticas tradicionales pero están motivados por preocupaciones de libertad, dignidad, justicia social y derechos humanos básicos."

Las primeras estructuras de oposición en formarse en la fase de insurrección civil de la guerra civil siria eran comités locales organizadores de protestas. Estos se formaron en abril de 2011, integrados por manifestantes que pasaron de participar en protestas espontáneas a protestas organizadas de antemano. Por tanto, el conflicto no podía categorizarse aún como una guerra civil, hasta que la oposición comenzó la lucha armada el 29 de julio de 2011, permitiendo que el conflicto sostuviera la definición internacional política de guerra civil.

## Política

### Coalición Nacional Siria

Logo oficial de la Coalición Nacional para las Fuerzas de la Oposición y la Revolución Siria

La Coalición Nacional para las Fuerzas de la Oposición y la Revolución Siria es una coalición de grupos opositores e individuos, mayormente exiliados, quienes apoyaban a la revolución siria y están en contra del gobierno de Assad en Siria. Se formó el 11 de noviembre de 2012 en una conferencia de grupos e individuos opositores celebrada en Doha, Catar. Incluye organizaciones como el Consejo Nacional Sirio, la iteración previa de un organismo político exílico buscando representar las bases del movimiento. El predicador moderado Moaz al-Khatib, quien ha protestado en la calle siria en las primeras fases no violentas del levantamiento, sirvió un mandato como presidente de la coalición, pero pronto renunció a su puesto, frustrado por la brecha entre el organismo y el levantamiento dentro de Siria. Riad Seif y Suheir Atassi, quienes también han protestado en la calle en Siria inicialmente en el levantamiento, fueron elegidos como vicepresidentes. Mustafa Sabbagh es el secretario general de esta coalición.
- Hermandad Musulmana: Partido islamista fundado en 1930. La Hermandad estuvo detrás del Levantamiento Sirio entre 1976 hasta 1982. El partido es prohibido en Siria y la pertenencia a él se castigaba con pena de muerte en 1980. La Hermandad Musulmana lanzó declaraciones de apoyo al levantamiento sirio.[15][16] Otras fuentes han descrito a los grupos como haberse "levantado de las cenizas",[17] "resucitado por sí mismo"[18] para ser una fuerza dominante en el levantamiento.[19] La Hermandad Musulmana ha perdido constantemente influencia en militantes en el campo, quienes han desertado del Consejo de Defensas de la Revolución de la Hermandad al Frente Islámico.[20]
- Coalición de Sirios Seculares y Democráticos: núcleo de una oposición secular y democrática siria que apareció durante la guerra civil siria. Se llevó a cabo mediante la unión de docenas de partidos Musulmanes y Cristianos, partidos Árabes y del Pueblo kurdo, que habían llamado a las minorías de Sirias para apoyar la lucha contra el gobierno de Bashar al-Assad.[21][22] La Coalición también fue llamada para intervención militar en Siria, bajo una forma de Zona de exclusión aérea similar a aquella en Kosovo, con zonas y ciudades a salvo.[23][24] El presidente de la coalición, quien también es un miembro del SNC, es Randa Kassis.[25][26][27][28]
- Declaración de Damasco: Bloque opositor desde 2005. Doce miembros fueron sentenciados a prisión por 2.5 años en 2008. El periodista y activista sirio Michel Kilo lanzó la declaración, después que el escritor y pensador sirio Abdulrazak Eid hubiera escrito su borrador. Riad Seif, otro activista democrático sirio, se volvió el primero en firmar.[29] Los "cinco grupos de oposición pequeños" que firmaron la declaración fueron:
  - la Manifestación Nacionalista Democrática Árabe.
  - la Alianza Democrática Kurdish.
  - los Comités de la Sociedad Civil.
  - el Frente Democrático Kurdish.
  - el Movimiento del Futuro.[30] el Movimiento para la Movimiento para la Justicia y el Desarrollo en Siria también suscrito a la Declaración de Damasco.[31] En una serie de cambios 2007-2009, la mayoría de los miembros restantes en la Declaración de Damasco, dejando al MJD y al SDPP (ver abajo) como las únicas facciones remanentes de cualquier consecuencia, junto con un número de independientes.
- Partido Democrático del Pueblo Sirio: Un partido socialista que jugó un papel fundamental en la creación del SNC.[32] El líder del partido es George Sabra es el portavoz oficial del SNC.[33]
- Consejo Supremo de la Revolución Siria: el grupo opositor sirio apoyando el derrocamiento del gobierno de Bashar al-Assad. Otorgaba a los grupos opositores representación en su organización nacional.
- Organización Democrática Asiria: Un partido representante de los asirios en Siria y los reprimidos por largo tiempo por el gobierno de Assad, ha sido participante en estructuras de oposición desde el inicio del conflicto. Abdul-Ahad Astepho es un miembro del SNC.[34][35]
- Asamblea Siria de Turcos: Una asamblea recientemente de formada de Turcos Sirios que constituye una coalición de partidos turcos y grupos en Siria. Está en contra de la participación de Siria tras el colapso del gobierno Baath. La decisión común de la Asamblea Siria de Turcos es: "Independientemente de cualquier identidad étnica o religiosa , un futuro en el que cualquiera puede ser capaz de vivir en común bajo la identidad Siria objetivo en el futuro de Siria."[36]
- Movimiento Democrático Sirio de Turcos: Un partido oposición de turcos sirios, que estaba constituido en Estambul el 21 de marzo de 2012. El líder del Movimiento Democrático Sirio de Turcos es Ziyad Hasan.
- Bloque Nacional Turco Sirio: Un partido de oposición de los turcos de Siria, que fue fundado en febrero de 2012. El jefe del partido político es is Yusuf Molla.
- Comités Locales de Coordinación de Siria: red de grupos protestantes que organizaron y realizaron manifestaciones como parte de la guerra civil siria fundado en 2011.[37][38] compuesto principalmente de desertores de las Fuerzas Armadas de Siria, la red apoyaba la desobediencia civil y oponía resistencia local armada e intervención internacional militar como formas de oponerse al gobierno sirio.[39] Las personas Calves son los activistas Razan Zaitouneh y Suhair al-Atassi.[40]
- Ejército Libre Sirio y el Alto Consejo Militar: Paramilitares que han estado activos durante la guerra civil siria.[41][42] Compuesto principalmente de desertores del personal de las Fuerzas Armadas de Siria,[43][44] su información fue anunciada el 29 de julio de 2011 en un video lanzado en el Internet por un grupo uniformado del ejército sirio quien exhortó a miembros del ejército sirio para desertar y unírseles.[45] El líder del grupo, quien se identificó a sí mismo como Coronel Riad al-Asaad, anunció que el Ejército Libre Sirio se manifestaría para tirar el sistema, y declaró que todas las fuerzas de seguridad que atacaran civiles eran objetivos justificados.[46][47] También fue reportado que muchos ex Consulado Sirios están intentando juntar una Marina Libre Siria para pescadores y desertores para asegurar las costas.[48]
  - Brigadas Turcas en Siria: Es una estructura armada de oposición que lucha contra las Fuerzas Armas de Siria. Es también el ala militar de la Asamblea Turca en Siria. Es liderada por en Coronel Muhammad Awad y Ali Basher.

## Gobierno Provisional de Siria
En la conferencia celebrada en Estambul el 19 de marzo de 2013, miembros de la Coalición Nacional eligieron a Ghassan Hitto como primer ministro de un gobierno provisional para Siria. Hitto ha anunciado que se formará un gobierno tecnócrata que gobernaría con entre 10 y 12 ministros. El ministro de defensa será elegido por el Ejército Libre Árabe.

## Control territorial
La Oposición Siria tiene presencia en 3 gobernaciones sirias, aunque ninguna está completamente bajo control de la entidad. Las Gobernaciones con control parcial de la oposición son incluyen:
- Gobernación de Idlib.
- Gobernación de Alepo.

En abril de 2015, la sede provisional del Gobierno Sirio Provisional fue propuesta para ser Idlib, en la Gobernación Idlib.

## Fuerzas militares
Las fuerzas militares asociadas con la Oposición Siria actualmente son ampliamente definidas por el Consejo Sirio de Comando Revolucionario, que principalmente depende del Ejército Libre Sirio. Inicialmente el Ejército Libre Sirio era percibido como la fuerza militar esencial de la Oposición Siria, pero con el colapso de varias facciones FSA y el surgimiento de grupos islámicos poderosos, se hizo claro a la oposición que solo una cooperación de fuerzas militares seculares e islamistas moderados podrían formar una coalición suficiente para combatir tanto a las fuerzas Sirias de Baathist como a los Yihadistas radicales como el ISIS y en algunos casos al Frente al-Nusra.

## Otros grupos antigubernamentales en Siria

### Grupos Islámicos de oposición
- Hizb ut-Tahrir
- Frente Al Nusra (ANF), un asociado de al-Qaeda que opera en Siria,[51] descrito por una fuente como "la más agresiva y exitosa arma de la fuerza rebelde."[52] Naciones Unidas ha designado a este grupo como una organización terrorista,[53] como lo ha hecho Estados Unidos,[54] Australia,[55] y Reino Unido.[56] Abu Mohammad al-Golani, líder actual del ANF, ha confirmado la lealtad del ANF con el líder de Al-Qaeda Ayman al-Zawahiri.[57] Para mayo de 2013, una facción de la ANF declaró su lealtad al Estado Islámico.[58][59][60]
- Frente Islámico Sirio: Formado en Siria el 21 de diciembre de 2012, el Frente reúne 11 grupos rebeldes de islamistas incluyendo a Ahrar ash-Sham, con el objetivo de derrocar al Gobierno Sirio y establecer un Estado Islámico.[61][62] Mucho de los grupos islamistas son más radicales que aquellos que hicieron el Frente para Liberar Siria.
- Syrian Islamic Liberation Front: Formado en Siria en septiembre–octubre de 2012, el Frente une un número de Brigadas Islamistas activas en la guerra civil siria, bajo el poder del comandante Ahmed Abu Issa de Suquor al-Sham. El frente busca establecer un estado con una referencia islámica.[63]
- Frente Islámico: Un grupo rebelde islamista formado en noviembre de 2013.[64]
- Estado Islámico

### Otros grupos seculares de oposición
- El Consejo Nacional Sirio (SNC), una coalición de grupos opositores sirios con base en Estambul, formado en agosto de 2011 durante el levantamiento sirio (que pronto se volvería una guerra civil mientras las brigadas armadas se formaban en el lado rebelde después del 29 de julio de 2011).[65][66] La gente clave es hasta 2013 es: George Sabra, y el antiguo líder Burhan Ghalioun y Abdulbaset Sieda. El SNC se separó de Coalición Nacional para las Fuerzas de la Oposición y la Revolución Siria el 20 de enero de 2014 en protesta de la decisión de la coalición de asistir alas conferencias de Ginebra.[3]
- Comité Nacional de Coordinación de las Fuerzas de Cambio Democrático (NCC o NCB, para la Oficina Nacional de Coordinación): bloque de oposición sirio liderado por Hassan Abdel Azim[67] y que consiste de alrededor de 13 mayoritariamente partidos de tendencia de izquierda (incluyendo tres partidos políticos kurdos) y activistas políticos independientes y jóvenes, operando en Siria y el extranjero.[68] El NCC comprende una gran porción de los partidos políticos en el movimiento sirio disidente prerrevolucionario, principalmente izquierdistas y nacionalistas árabes. Muchos de sus líderes son veteranos disidentes, algunos de ellos antiguos presos de conciencia famosos. Muchos de los partidos se originaron como grupos disidentes del Frente Progresivo Nacional. Fue la mayor coalición formada durante la revolución, en verano 2011. Originalmente considerada principal rival del SNC, el NCC se autorretrató como "oposición interna" de Siria, pero perdió mientras el grupo se volvía más militarizado. Mientras rechazaba la intervención militar y favorecía diálogo con el gobierno, le tomó una creciente postura de línea dura contra el gobierno desde 2012 en favor de un cambio de régimen.
- Rallye Democrático Nacional: un grupo de oposición prohibido formado en 1980 y comprendiéndose de cinco partidos políticos de inclinación socialista; Unión Democrática Árabe Socialista, Partido Democrático del Pueblo de Siria, Partido de los Trabajadores Revolucionarios Árabes, Movimiento de Socialistas Árabes, Partido Democrático Socialista Arab Ba'ath. En 2006 el Partido del Trabajo Comunista se unió a la coalición. Rallye originalmente firmó la Declaración de Damasco, pero la mayoría de los miembros se separaron posteriormente del grupo. Entre los partidos del Rallye, solo el SDPP está activo en el SNC, mientras que la mayoría de los otros miembros se han unido al NCC, una alianza de oposición rival.
- Frente Nacional de Salvación de Siria: fundado en 2005 por el exvicepresidente Abdul Halim Khaddam quien fue exiliado a Bélgica, no es miembro de la SNC pero es simpatizante de sus objetivos.
- Partido de Unión Sirio: Un partido que representa el interés de Cristianismo siríaco y afiliado al Partido de Unión Síriaco en Libia. Ha formado parte de un número de demostraciones de oposición, incluyendo el bombardeo de la embajada de Siria en Estocolmo en agosto de 2012.[69]
- Brigada de Mártires de Siria: un grupo insurgente armado que pelea contra el gobierno Sirio en la provincia de Idlib de Siria.[70] Es una coalición de fuerzas localizadas, mayormente compuesta por civiles sirios armados que se han unido al levantamiento.[71]
- Consejo Nacional Democrático de Siria: formado en París el 13 de noviembre de 2011 durante la guerra civil siria por Rifaat al-Assad, tío de of Bashar al-Assad. Rifaat al-Assad ha expresado el deseo de reemplazar a Bashar al-Assad con el aparato de estado autoritarista intacto, y para garantizar la seguridad de los miembros del gobierno, mientras que hace alusiones de "una transición".[72] Rifaat tiene su propia organización política, El Rallye Democrático de Unidad Nacional.[73]
- Comisión General de la Revolución Siria: Coalición siria de 40 grupos de oposición para unir sus esfuerzos durante la guerra civil de Siria que fue anunciada el 19 de agosto de 2011 Estambul.[74]

### Comité Supremo Kurdo

La bandera kurda ondea sobre ciudades en el microestado kurdo que ha emergido en el noreste de Siria.

El Comité Supremo Kurdo es un organismo gobernante de las regiones kurdas en siria fundado por el Partido de la Unión Democrática y el Consejo Nacional Kurdo siguiendo un acuerdo de cooperación entre los dos lados, firmado el 12 de julio, en Erbil bajo auspicio del presidente Iraquí Kurdista Massoud Barzani. Su junta de miembros consiste en un número igual de miembros del PYD y el KNC.
- Partido de la Unión Democrática: el partido político kurdo sirio se estableció en 2003 por nacionalistas árabes y kurdos en el noreste de Siria. El partido está vinculado con el Partido de los Trabajadores de Kurdistán, que está listada como una organización terrorista por Turquía, los Estados Unidos, la Unión Europea y la OTAN. El PYD admite que ambos partidos tienen una relación cercana, con el PKK no interfiriendo con el manejo de PYD de asuntos kurdos sirios.[79] No es actualmente oficialmente registrado como partido político en Siria porque la Constitución Siria antes de 2012 no permitía que los partidos políticos se formaran sin permiso.
- Consejo Nacional Kurdo (KNC): El Consejo Nacional Kurdol fue fundado en Erbil, Irak el 26 de octubre de 2011, bajo el patrocinio del presidente Massoud Barzani, siguiendo la creación previa del SNC. La organización fue originalmente compuesta por 11 partidos Sirio Kurdos, sin embargo por mayo de 2012 había crecido a 15. La diferencia clave entre el KNC y el SNC ies sobre su acercamiento al asunto de descentralización, con el KNC presionando para la autonomía Kurda, mientras que el SNC ha rechazado cualquier cosa más que la descentralización administrativa.[80] El Consejo Nacional Kurdo aceptó unirse a la Coalición Nacional Siriaa inicios del 2013; el PYD criticó al KNC por hacerlo.[81]
  - Partido Democrático del Kurdistán de Siria liderado por Dr. Abdel Hakim Bashar/ Nasreddin Ibrahim.
  - Partido Nacional Democrático Kurdo en Siria liderado por Tahir Sfook.
  - Partido de Igualdad Democrática Kurdo en Siria liderado por Aziz Dawe.
  - Partido Progresista Democrático Kurdo en Siria liderado por Hamid Darwish.
  - Partido de Unión Democrática Kurdo en Siria liderado por Sheikh Ali.
  - Partido Kurdo Yetiki liderado por Ismail Hamo.
  - Partido Kurdo Azadi en Siria liderado por Mustafa Oso/ Mustafa Jumaa.
  - Partido Democrático Kurdo liderado por Sheikh Jamal.
  - Partido Kurdo de Izquierda en Siria liderado por Muhammad Musa.
  - Yekiti Kurdistani liderado por Abdul Basit Hamo.
  - Partido Democrático Kurdo en Siria liderado por Abdul Rahman Aluji/ Yusuf Faisal.
  - Partido Democrático Wifaq liderado por Nash’at Muhammad.
- Unidades de Protección Popular: lucha paramilitar contra el gobierno sirio en Kurdistán siria. El grupo fue fundado por el Partido de la Unión Democrática y el Consejo Nacional Kurdo y es responsable por mantener el orden y proteger las vidas de residentes en el vecindario kurdo.

### Oposición Parlamentaria en Siria
El gobierno por sí mismo está dividido, en varias facciones buscando un cambio de dirección bajo Assad, o por el reemplazamiento de Assad y la continuación del gobierno Ba'athist.
- Frente Popular para Cambio y Liberación: Coalición de partidos políticos sirios y es el actual líder de la oposición política en el Consejo Popular de Siria.[82][83] El líder de la coalición Qadri Jamil declaró que ha habido un número de violaciones a favor de su oponente, el Frente Nacional Progresista en la elección parlamentaria siria de 2012.[84] El Frente Popular para Cambio y Liberación junto al Partido de la Voluntad del Pueblo de Jamil's, Partido Social Nacionalista Sirio de Ali Haidar, y otros.[85][86] Qadri Jamil y Ali Haidar obtuvieron puestos ministeriales en el nuevo gobierno de al-Assad's en 2012.
  - Partido Social Nacionalista Sirio : Fundado en Beirut en 1932 como una organización de liberación nacional hostil al Imperio colonial francés, el partido jugó un rol significativo políticas Libanesas y estuvo involucrado en el coup d'etats en 1949 y 1961. Fue una resistencia activa contra la invasión israelí del Líbano de 1982 a 2000 mientras continuamente apoya a la presencia siria en el Líbano. En Siria, el SSNP se volvió una fuerza política mayoritaria en los inicios de los 50s, pero fue completamente reprimido en 1955. Se mantuvo organizada, y en 2005 fue legalizada y se unió al Frente Nacional Progresista dirigido por el Partido Ba'ath Party. El 21 de agosto de 2012, Qadri Jamil dijo que el gobierno sirio está preparado para discutir la renuncia del presidenete Bashar al-Assad.[87]
  - Partido de la Voluntad del Pueblo: partido político de la oposición siria que es parte del Frente Popular para Cambio y Liberación. Qadri Jamil es el fundador del partido político.[85]

- Una nueva ley en partidos políticos fue aprobada junto con reformas constitucionales en 2012, permitiendo nuevos partido fuera del Frente Nacional Progresista y por lo tanto oficialmente permitiendo oposición al gobierno.[88] Los nuevos partidos fueron subsecuentemente autorizados el Partido Nacional de Desarrollo, Partido Al-Ansar, Partido del Pueblo, Partido Solidario, Partido Souria al-Watan, Partido de Vanguardia Democrática, Partido Democrático Sirio, Partido Nacional Juvenil para la Justicia y el Desarrollo Partido de la Juventud Nacional Sirira, y el Partido de Solidaridad Árabe Democrático. Se piensa que los nuevos partidos funcionaran como "oposición leal", a pesar de que aquellos que tomaron parte disfrutaron poco éxito en las elecciones parlamentarias de 2012. Algunos, como el Partido Nacional de Desarrollo y Al-Ansar, han subsecuentemente cambiado hacia una estancia antigubernamental, incluyendo pláticas con grupos cercanos al SNC[89]

## Lista de figuras de oposición
- Abdulrazak Eid, escritor y pensador sirio, participó en descubrir los Comités para la Sociedad Civil en Siria, escribió el bosquejo del Statement of 1000, y participó en la redaccón de la Declaración de Damasco, presidente del consejo nacional de la declaración de Damasco.
- Ammar Abdulhamid, líder Abogado Defensor de Derechos Humanos, Fundador de la Fundación Tharwa, primer sirio en testificar frente al Congreso de los Estados Unidos 2006/2008, informó a presidentes de los Estados Unidos y llamó a la Revolución siria en 2006.[90]
- Aref Dalilah, economista prominente, profesor, antoguo miembro del Parlamento Sirio y miembro de la Declaración de Damasco.
- Burhan Ghalioun, ex cabeza del SNC.
- Riad al-Asaad, un líder del Ejército Libre Sirio.
- Riad Seif, antiguo jefe del Foro de Diálogo Nacional.
- Riyad al-Turk, expolítico comunista y demócrata liberal.
- Haitham al-Maleh, líder activista de derechos humanos y antiguo juez.
- Anwar al-Bunni, abogado de derechos humanos, activista democrático y prisionero político.
- Maher Arar, activista de derechos humanos Sirio-Canadiense.
- Marwan Habash, escritor y político, y ministro pre-Assad de Industria.
- Michel Kilo, Christian[91] escritor y activista de los derechos humanos, quien ha sido llamado "uno de los principales pensadores de la oposición siria"[92]
- Kamal al-Labwani, doctor y artista, considerado como uno de los miembros más prominentes del movimiento de oposición Sirira.
- Tal al-Mallohi, bloguero de Homs y Preso de conciencia más joven.
- Yassin al-Haj Saleh, escritor y disidente político.
- Fares Tammo, hijo del político Kurdish Mashaal Tammo.
- Bassma Kodmani, un académico y ex portavoz del SNC.
- Radwan Ziadeh, co-portavoz del SNC.
- Randa Kassis, presidente de la Coalición de Sirios Seculares y Democráticos.
- Fadwa Suleiman, líder de protestas en Homs.
- Razan Ghazzawi, bloguero prominente.
- Samar Yazbek, Syrian autor y periodista. Fue premiada en el 2012 con el Reconocimiento al Escritor Internacional Inteligente de Valentía por su libro A Woman in the Crossfire: Diaries of the Syrian Revolution. Ella huyó de Siria en 2011 pero continúa siendo una crítica del gobierno de al-Assad, desde Europa y EU.
- Razan Zaitouneh, líder en el Comité Local de Coordinación de Siria y ganador del de Premio Sájarov 2011.
- Muhammad al-Yaqoubi erudito y predicador sunita, actualmente viviendo en el exilio Marruecos.